# Слой (роман)
«Слой» (1996) — роман Виктора Строгальщикова. Вместе с другими романами автора вышел в финал премии «Большая книга» (2007).

## Сюжет
Действие происходит в Тюмени, в середине 1990-х годов. Влиятельные люди из Москвы хотят сместить губернатора Тюменской области Леонида Рокецкого и поставить на его место депутата Госдумы Лунькова. В центре политической интриги оказываются два друга: журналист Лузгин и банкир Кротов.

## Название
Смысл названия раскрывается в романе:
Он шёл по улице и размышлял о том, что жизнь, в сущности, — это пирог, и у каждого человека есть свой слой, и он может всю жизнь прожить в этом слое и не ведать о том, как и чем живут в других слоях, отделённых друг от друга почти непроницаемыми прослойками из сливок, повидла или дерьма; и именно свой этот слой пирога человек и принимает за жизнь вообще, а людей своего слоя — за людей вообще, и судит по ним о жизни в целом: вот она какая, наша жизнь! — и ошибается.

## Основные персонажи
- Владимир Лузгин — журналист, ведущий популярной телепередачи «Взрослые дети»
- Сергей Кротов — глава местного филиала «Регион-банка»
- Виктор Слесаренко — заместитель председателя Городской думы
- Алексей Луньков — депутат Государственной думы, кандидат в губернаторы Тюменской области
- Юрий — «эксперт» из Москвы, бывший сотрудник ГРУ
- Мэр Тюмени (неназываемый по имени)
- Леонид Рокецкий (папа Роки) — губернатор Тюменской области

## История создания и публикации
Мотивом для написания романа послужило для автора недовольство литературой 1990-х годов. По его собственным словам, он начал писать, вспомнив присказку: если не можешь найти книжку, которую тебе хотелось бы прочитать, — напиши её сам. Роман был написан в 1996 году и тогда же опубликован в тюменском издательстве «Софтдизайн» тиражом 50000 экземпляров. Роман получил большой отклик в Тюмени — не в последнюю очередь благодаря тому, что автор уже был известен как журналист.
После того, как второй роман Строгальщикова «Слой-2» в 2002 году победил в конкурсе «Российский сюжет», «Слой» был опубликован в московском издательстве «Пальмира».

## Критика
Критики сразу отметили в «Слое» элементы массовой литературы — политического триллера и «деловой» прозы в стиле Артура Хейли. Писатель сознательно играет на поле массовой литературы, используя соответствующие сюжеты, героев, тематику и проблематику.
Автор пишет о том, что хорошо знает: о тюменской жизни, соблюдая при этом реальную топонимику (название улиц, районов), упоминая реально существующих людей. Так, в его романе появляются министр Юрий Шафраник, губернатор Леонид Рокецкий, актёр Леонид Окунев. Но, ограничивая место действия пределами одного города, автор затрагивает более общие темы. «Не будет большим преувеличением назвать „Слои“ Строгальщикова новой энциклопедией современной русской жизни», — пишет критик в журнале «Новый мир».